# Российская ассоциация политической науки
Росси́йская ассоци́ация полити́ческой нау́ки (РАПН) — общероссийская общественная организация, объединяющая в своих рядах профессионалов-политологов из различных  регионов Российской Федерации. Согласно уставным документам, основная цель ассоциации — способствовать взаимодействию и консолидации российского научного сообщества, интеграции российских ученых в международное сообщество политической науки, развитию инфраструктуры российского сообщества политологов
РАПН имеет отделения в более чем 50 российских регионах, в ассоциацию входят около тысячи экспертов из высших учебных заведений, независимых исследовательских организаций и подразделений Российской академии наук. 
Входит в Международную ассоциацию политической науки (МАПН).

## История
Свою историю Ассоциация ведёт с Советской ассоциации политических (государствоведческих) наук (1960—1991). 
В 1960 году была создана Советская ассоциация политических (государствоведческих) наук. В 1979 году состоялся конгресс МАПН в Москве, в 1989 году политическая наука была официально признана в СССР, а в 1990—1991 годах Советская ассоциация трансформировалась в Российскую ассоциацию политической науки — РАПН.
Согласно исследователю российской политологии Д.М. Воробьеву, в 1990-е и в начале 2000-х годов формирующееся российское политологическое сообщество разделилось на две группы. Первая группа включала учёных, занимающихся исследованиями и преподавателей вузов (т.н. «мастера»), вторая группа состояла из практиков (т.н. «ремесленники»), которые обслуживали политические процессы. РАПН стала институциональным выражением первой группы. 
В 1998 году состоялся I Всероссийский конгресс политологов, в 2001 году РАПН была зарегистрирована как Общероссийская общественная организация. В 2013 году ассоциация была наделена функциями «Центра ответственности» российского министерства образования и науки.
По данным исследователя Д.М. Воробьева, если в 1994 году во Всероссийской политологической конференции участвовало 200 делегатов, то на 2004 год РАПН объединяла около 400 действительных членов и имела 54 региональных отделения.

## Деятельность РАПН
Согласно уставным документам, деятельность ассоциации направлена на утверждение профессиональных стандартов и этических норм в работе политологов;развитие инфраструктуры  научного сообщества; развитие научных основ и традиций российской политической науки; развитие политического образования и преподавания в области политологии; повышение экспертной значимости российской политической науки. Согласно исследователю Д.М. Воробьеву (2004), главной задачей РАПН является консолидация российского сообщества политических ученых. 
РАПН активно развивает сеть региональных представительств. На 2014 год РАПН присутствует 54 регионах и насчитывает около 1000 членов, преимущественно руководителей или ведущих сотрудников кафедр социальных наук региональных вузов. В 2006 году в рамках Четвёртого Всероссийского конгресса политологов состоялось Учредительное собрание Молодёжного отделения Российской ассоциации политической науки (МО РАПН), на 2014 год Молодежное отделение насчитывает 250 членов в 21 российском регионе.
Выделяются следующие направления исследовательской деятельности РАПН: современное российское идейное и символическое пространство; гражданские и политические практики в современной России; права человека; партийная организация и конкуренция в условиях «недемократических» режимов; публичная политика в контексте российской модернизации; человеческий капитал в политических элитах; политическая коммуникавистика; феномен аналитических сообществ в публичной политике; современный российский политический класс.

## Влияние на российское общество
По мнению экспертов Российского института стратегических исследований (2014), РАПН является централизованной сетью экспертов и исследователей, её региональные отделения реально функционируют и влияют на местные политические элиты. Эксперты характеризуют РАПН как «коллективный разум» сообщества либеральных экспертов. РАПН де-факто формирует будущее поколение российских исследователей,  то есть способна воздействовать и даже формировать российское сообщество экспертов.  
По оценке экспертов РИСИ, РАПН на 2014 год являлась влиятельной организацией, включавшей большинство «известных российских политологов и экспертов» и почти все кафедры социальных наук вузов в российских регионах. В 2013 году РАПН получила право участвовать в распределении квоты на бюджетные места в вузах.

## Международное сотрудничество
В 1955 году советские учёные-обществоведы впервые участвовали в конгрессе Международной ассоциации политической науки (МАПН). Организационной формой участия советских, а затем российских политологов в международных конгрессах МАПН была Советская ассоциация политических (государствоведческих) наук, а затем — РАПН. Отечественные политологи входили в Исполком МАПН с 1973 по 2014 год. Трое членов РАПН входят в Совет МАПН.
В 1990-е годы РАПН была представлена в составе МАПН известным российским политологом Е.Б. Шестопал, которая дважды избиралась в состав Исполкома МАПН и была его вице-президентом, В.В. Смирновым и Т.Г. Пархалиной. С 2012 по 2014 год вице-президентом МАПН был М.В. Ильин. Российские политологи постоянно участвовали в конгрессах МАПН после Московского конгресса (1979). Наибольшее число участников от России было на конгрессе в Мадриде (2012), который посетили более 60 ученых. В 2015 году ректор МГИМО академик А.В. Торкунов в своем выступлении на VII Всероссийском конгрессе политологов высказал мнение, что РАПН является не просто старейшей профессиональной ассоциацией, но и имеет международное признание.  

## Руководство
Руководящими органами ассоциации являются Правление и Научный совет РАПН. Президент Советской ассоциации политических наук в 1973—1991 годах — Г. Х. Шахназаров. Президенты РАПН:
- член-корр. РАН Г. Х. Шахназаров (1991—1994)
- член-корр. РАН А. В. Дмитриев (1994—1997)
- д.пол.н. М. В. Ильин (1997—2001)
- акад. Ю. С. Пивоваров (2001—2003)
- д.пол.н. А. И. Никитин (2004—2008)
- д.филос.н. О. Ю. Малинова (2008—2010)

В 2010 году на конференции РАПН новым президентом РАПН была избрана д.пол.н. О. В. Гаман-Голутвина, профессор МГИМО (переизбрана в 2013 году). Вице-президентом ассоциации избран д.пол.н. Р. Ф. Туровский, профессор факультета политологии МГУ.